# ینس بویسن-مولر
ینس بویسن-مولر (انگلیسی: Jens Bojsen-Møller؛ زادهٔ ۸ ژوئن ۱۹۶۶) قایقران قایق بادبانی، و استاد اهل دانمارک است.